# فريد آدمز
فريد آدمز (بالإنجليزية: Fred Adams)‏ (و. 1961 – م) هو فيزيائي، وعالم فلك من الولايات المتحدة الأمريكية .

## التعليم
تعلم في جامعة ولاية آيوا، وجامعة كاليفورنيا، بركلي

## مناصب وهيئات
أدار جامعة ميشيغان.

## جوائز
حصل على جوائز منها:
- جائزة هلين ب. وارنر لعلم الفلك (1996).